# Кшижановиці (Мазовецьке воєводство)
Кшижановиці (пол. Krzyżanowice) — село в Польщі, у гміні Ілжа Радомського повіту Мазовецького воєводства.
Населення — 542 особи (2011).
У 1975-1998 роках село належало до Радомського воєводства.

## Демографія
Демографічна структура станом на 31 березня 2011 року:
|          | Загалом | Допрацездатний вік | Працездатний вік | Постпрацездатний вік |
| -------- | ------- | ------------------ | ---------------- | -------------------- |
| Чоловіки | 197     | 30                 | 142              | 25                   |
| Жінки    | 345     | 44                 | 240              | 61                   |
| Разом    | 542     | 74                 | 382              | 86                   |